# Jürgen Wolf (Mediävist)
Jürgen Wolf (* 1963) ist ein deutscher germanistischer Mediävist und Hochschullehrer.

## Leben
Wolf studierte ab 1983 zunächst Chemie und dann von 1984 bis 1989 Geschichte, Germanistik und Sozialkunde an der Philipps-Universität Marburg. Nach Abschluss des Studiums mit dem 1. Staatsexamen war er als studentische Hilfskraft am Marburger Repertorium tätig und arbeitete, unterstützt durch ein Jacob-Grimm-Stipendium des Ministeriums für Innerdeutsche Beziehungen, an seiner Dissertation.
1993 zum Dr. phil. promoviert, war Wolf bis 1999 Wissenschaftlicher Mitarbeiter im DFG-Projekt MR13. Er nahm verschiedene Lehraufträge in den Bereichen Germanistische Mediävistik und Historische Hilfswissenschaften wahr. Von 1999 bis 2002 arbeitete er an seiner durch ein Habilitationsstipendium der DFG geförderten Habilitationsschrift Buch und Text. Er erhielt die Venia legendi für Deutsche Philologie. Von 2002 bis 2010 war Wolf wissenschaftlicher Mitarbeiter an der Arbeitsstelle Deutsche Texte des Mittelalters (DTM) der Berlin-Brandenburgischen Akademie der Wissenschaften.
Seit 2003 Privatdozent an der Philipps-Universität Marburg, übernahm Wolf Lehrstuhlvertretungen in Älterer Deutscher Literaturwissenschaft in Paderborn, Marburg und Berlin. 2004 erhielt er den Wissenschaftspreis 'Colloquia Academica' der Akademie der Wissenschaften und der Literatur in Mainz. Er war Gründungsmitglied der Arbeitsgruppe Handschriftencensus und leitete das DFG-Projekt BR 2459/1–1: Die Fürstenbibliothek Arolsen als Kultur- und Wissensraum vom 16. bis zum frühen 19. Jahrhundert und ihre Einflüsse auf Genese, Formung und Identität des Fürstenstaats.
2010 wurde Wolf auf die W3-Professur für Deutsche Philologie des Mittelalters an der Universität Marburg berufen. Er ist der derzeitige Herausgeber der Zeitschrift für deutsches Altertum und deutsche Literatur (ZfdA) und ihrer Beihefte. Seit 2012 ist er Mitglied der Historischen Kommission für Hessen.
2012 war Wolf mit Nigel F. Palmer Fachgutachter im Fall des Verkaufs der Gymnasialbibliothek Stralsund. Im Ergebnis dieses Gutachtens bemüht sich die Hansestadt Stralsund um eine Rückabwicklung des Verkaufs und eine Wiederherstellung der zerschlagenen Sammlung.
Er leitet mit Nathanael Busch das Digital-Humanities-Projekt Handschriftencensus, das seit 2017 von der Mainzer Akademie der Wissenschaften und der Literatur gefördert wird.

## Schriften (Auswahl)
- Die sächsische Weltchronik im Spiegel ihrer Handschriften: Überlieferung, Textentwicklung, Rezeption. Fink, München 1997 (= Münstersche Mittelalter-Schriften, Bd. 75) Zugl.: Marburg, Univ., Diss., 1993, ISBN 3-7705-3221-X (Digitalisat der Bayerischen Staatsbibliothek, urn:nbn:de:bvb:12-bsb00050027-7).
- Die Moderne erfindet sich ihr Mittelalter – oder wie aus der „mittelalterlichen Erdkugel“ eine „neuzeitliche Erdscheibe“ wurde. Steiner, Stuttgart 2004 (= Akademie der Wissenschaften und der Literatur <Mainz> / Geistes- und Sozialwissenschaftliche Klasse: Abhandlungen der Geistes- und Sozialwissenschaftlichen Klasse, Jg. 2004, Nr. 5), ISBN 3-515-08627-7.
- Einführung in das Werk Hartmanns von Aue. Wissenschaftliche Buchgesellschaft, Darmstadt 2007 (= Einführungen Germanistik), ISBN 978-3-534-19079-9.
- Buch und Text. Literatur- und kulturhistorische Untersuchungen zur volkssprachigen Schriftlichkeit im 12. und 13. Jahrhundert. Niemeyer, Tübingen 2008 (= Hermaea, N.F., Bd. 115) Zugl.: Marburg, Univ., Habil.-Schr., 2002, ISBN 978-3-484-15115-4; ISBN 978-3-11-916132-9 (Print + E-Book – de Gruyter).
- Auf der Suche nach König Artus: Mythos und Wahrheit. Wissenschaftliche Buchgesellschaft, Darmstadt 2009, ISBN 978-3-534-21649-9; Primus-Verlag, Darmstadt 2009, ISBN 978-3-89678-657-9.
- (Hrsg. mit Jochen Strobel): Maecenas und seine Erben. S. Hirzel, Stuttgart 2015.